# اوکتیابر (شهرستان کیگینسکی، باشقیرستان)
اوکتیابر (انگلیسی: Oktyabr, Kiginsky District, Republic of Bashkortostan) یک شهرک در شهرستان کیگینسکی استان باشقیرستان کشور روسیه است.